# 木棺
木棺（もっかん）とは、遺骸を収める棺を木材で造ったもの。

## 概要
棺には、木棺の他に壺棺・甕棺・石棺・陶棺・漆棺などがある。
木棺は、材料の入手性や加工の容易さ、火葬の習慣などから、日本では古代から絶えることなく使用されている。
木棺には、板材を組み合わせて造られた組合式（くみあわせしき）木棺と木材を刳り抜いて蓋と身を造った刳抜式（くりぬきしき）木棺とがある。
組合式木棺は、縄文時代晩期後半に稲作とともに北九州に渡来し、現在まで用いられている。刳抜式木棺は、割竹形（わりたけがた）木棺を中心に、弥生時代終わり頃に大陸から伝来し、古墳時代初期では多用されていたが、後期には箱形木棺に取って代わられた。
組合式木棺・刳抜式木棺は、ともに遺体を仰向けや横向けに納める寝棺であるが、江戸時代以降には座った姿勢で納める座棺も出現した。
座棺には平面円形と方形のものがあり、円形のものは早棺や桶棺、方形のものは立棺や箱棺などと呼ばれる。

## 種類

### 組合式
箱形が一般的で、縄文時代晩期の西日本に出現し、弥生時代以降は西日本で発達した。

### 刳抜式
- 割竹形木棺：小型のものが弥生時代後期に出現した。
- 舟形木棺　 ：弥生時代や古墳時代に見られる。